# It Takes a Nation of Millions to Hold Us Back
Az It Takes a Nation of Millions to Hold Us Back  a Public Enemy amerikai hiphopegyüttes második nagylemeze 1988-ból. A Billboard 200-on a 42. helyig jutott, 1989 augusztusában platina minősítést kapott. A kritikus dicsérték, a Minden idők 500 legjobb albuma listán a  48. helyre került. Szerepel az 1001 lemez, amit hallanod kell, mielőtt meghalsz című könyvben.

## Az album dalai
|     | Cím                               | Szerző(k)                                        | Hossz |
| --- | --------------------------------- | ------------------------------------------------ | ----- |
| 1.  | Countdown to Armageddon           | C. Ridenhour, E. Sadler, H. Shocklee             | 1:40  |
| 2.  | Bring the Noise                   | Ridenhour, Sadler, Shocklee                      | 3:46  |
| 3.  | Don't Believe the Hype            | Ridenhour, Sadler, Shocklee, W. Drayton          | 5:19  |
| 4.  | Cold Lampin' With Flavor          | Sadler, Shocklee, Drayton                        | 4:17  |
| 5.  | Terminator X to the Edge of Panic | Ridenhour, N. Rogers, Drayton                    | 4:31  |
| 6.  | Mind Terrorist                    | Ridenhour, Sadler, Shocklee                      | 1:21  |
| 7.  | Louder Than a Bomb                | Ridenhour, Sadler, Shocklee                      | 3:37  |
| 8.  | Caught, Can We Get a Witness?     | Ridenhour, Sadler, Shocklee                      | 4:53  |
| 9.  | Show Em Whatcha Got               | Ridenhour, Sadler, Shocklee                      | 1:56  |
| 10. | She Watch Channel Zero?!          | Ridenhour, Sadler, Shocklee, R. Griffin, Drayton | 3:49  |
| 11. | Night of the Living Baseheads     | Ridenhour, Sadler, Shocklee                      | 3:14  |
| 12. | Black Steel in the Hour of Chaos  | Ridenhour, Sadler, Shocklee, Drayton             | 6:23  |
| 13. | Security of the First World       | Ridenhour, Sadler, Shocklee                      | 1:20  |
| 14. | Rebel Without a Pause             | Ridenhour, Sadler, Shocklee, Rogers              | 5:02  |
| 15. | Prophets of Rage                  | Ridenhour, Sadler, Shocklee, Drayton             | 3:18  |
| 16. | Party for Your Right to Fight     | Ridenhour, Sadler, Shocklee                      | 3:24  |

## Közreműködők
- Professor Griff – vokál
- Chuck D. – vokál
- Steven Ett – mix
- Fab 5 Freddy – vokál
- Flavor Flav – vokál
- Glen E. Friedman – fotók
- John Harrison – hangmérnök
- Rod Hui – mix
- Jeff Jones – hangmérnök
- Rick Rubin – executive producer
- Carl Ryder – producer
- Nick Sansano – hangmérnök
- Hank Shocklee – programming, producer
- Terminator X – DJ
- Chuck Valle – hangmérnök
- Eric "Vietnam" Sadler – programming, segéd producer
- Norman Rogers – scratch
- Bill Stephney – felügyelő
- Erica Johnson – vokál
- Oris Josphe – vokál
- Johnny Juice Rosado – scratch, DJ
- Greg Gordon – hangmérnök
- Jim Sabella – hangmérnök
- Keith Boxley – mix
- Chuck Chillout – mix
- Matt Tritto – hangmérnök
- Harry Allen – vokál
- Christopher Shaw – hangmérnök